# ニジイロダイコクコガネ
ニジイロダイコクコガネは、コウチュウ目（鞘翅目）・コガネムシ科・タマオシコガネ亜科・ニジイロダイコクコガネ族（Phanaeini）に分類されるコガネムシの1群。ニジダイコクコガネと呼ばれることもあり、多くの種が緑、赤、青、黄色などの金属光沢のある体色をしている。
Phanaeus 属など12属約200種が主に中南米に分布し、少数が北米にも分布している。ダイコクコガネ族と同様に、頭部は複眼の先から前縁にかけて、上から見るとイチョウの葉型に張り出し、多くの種のオスは頭部に立派な角を持つほか、前胸背面も様々な凹凸や突起を持っている。性的二型は顕著だが、メスでも頭部に発達した角を持つ種もいる。大多数は動物の糞または死体に集まり、地中に坑を掘って運び込むが、好蟻性と推測されている種もある。